# Le Sang d'Ambre
Le Sang d'Ambre (titre original : Blood of Amber) est un roman de fantasy publié en 1986, le septième du cycle des Princes d'Ambre de l'écrivain américain Roger Zelazny.